# 普萊森特瓦利 (堪薩斯州林肯縣)
普萊森特瓦利（英語：Pleasant Valley）是位於美國堪薩斯州林肯縣的一個鬼鎮。

## 歷史
普萊森特瓦利的郵政局於1873年設立，直到1896年結束營運。

## 地理
普萊森特瓦利所處的海拔為高於海平面440米（即1444英呎），而該地所採用的時區為UTC-6，即北美中部時區（CST）。同時該地設有夏令時間，為UTC-6調快一小時，即UTC-5（CDT）。